# Björn Oldeen
Björn Oldeen, född 8 mars 1980 i Stockholm, men flyttade som 6-åring till Gävle och stadsdelen Strömsbro. Är en svensk före detta ishockeyspelare som tidigare har spelat för bland annat Strömsbro IF, Brynäs IF, Tierps HK och Gävle GIK. Sedan 2008 är Oldeen programledare och kommentator på C more.

## Biografi
Oldeen inledde sin seniorkarriär som ishockeyspelare säsongen 1999/2000 i Rosenborg och Trondheim. Säsongen 2005/2006 blev sista säsongen som ishockeyspelare. År 2006 inledde Oldeen en karriär som journalist på P4 Gävleborg. År 2008 gick Oldeen över till Canal+, där han ledde programmet Hockeytisdag. Från säsongen 2015/2016 leder Oldeen tillsammans med Michael Helber, Åke Unger och Harald Lückner tv-sändningarna från Hockeyallsvenskan i C more.
Oldeen är son till Ole Oldeen. Namnet Oldeen kommer ifrån Björns farfarsfar som emigrerade till Chicago, USA 1912. Som bytte namn från Olsson, i syfte att inte koffertarna skulle förväxlas på båten.

## Klubbar
- Brynäs IF J20 (1998/1999)
- Rosenborg IHK (1999/2000)
- Trondheim IK (1999/2000)
- Tierps HK (2000/2001)
- Valbo AIF (2001/2002)
- Strömsbro IF (2002/2003–2003/2004)
- Älvsby IF (2003/2004)
- Strömsbro IF (2004/2005)
- Gävle GIK (2005/2006)